# 나탈리아 로드리게스
나탈리아 로드리게스(Natalia Rodríguez, 1992년 ~ )는 스페인의 배우이다.

## 출연 작품
- 그집 (2020)
- 쓰리매니웨딩 (2013)
- 완벽한 이방인 (2011)
- 인트루더스 (2011)
- 푸도르 (2007)